# برنامه مشترک ملل متحد در زمینه ایدز

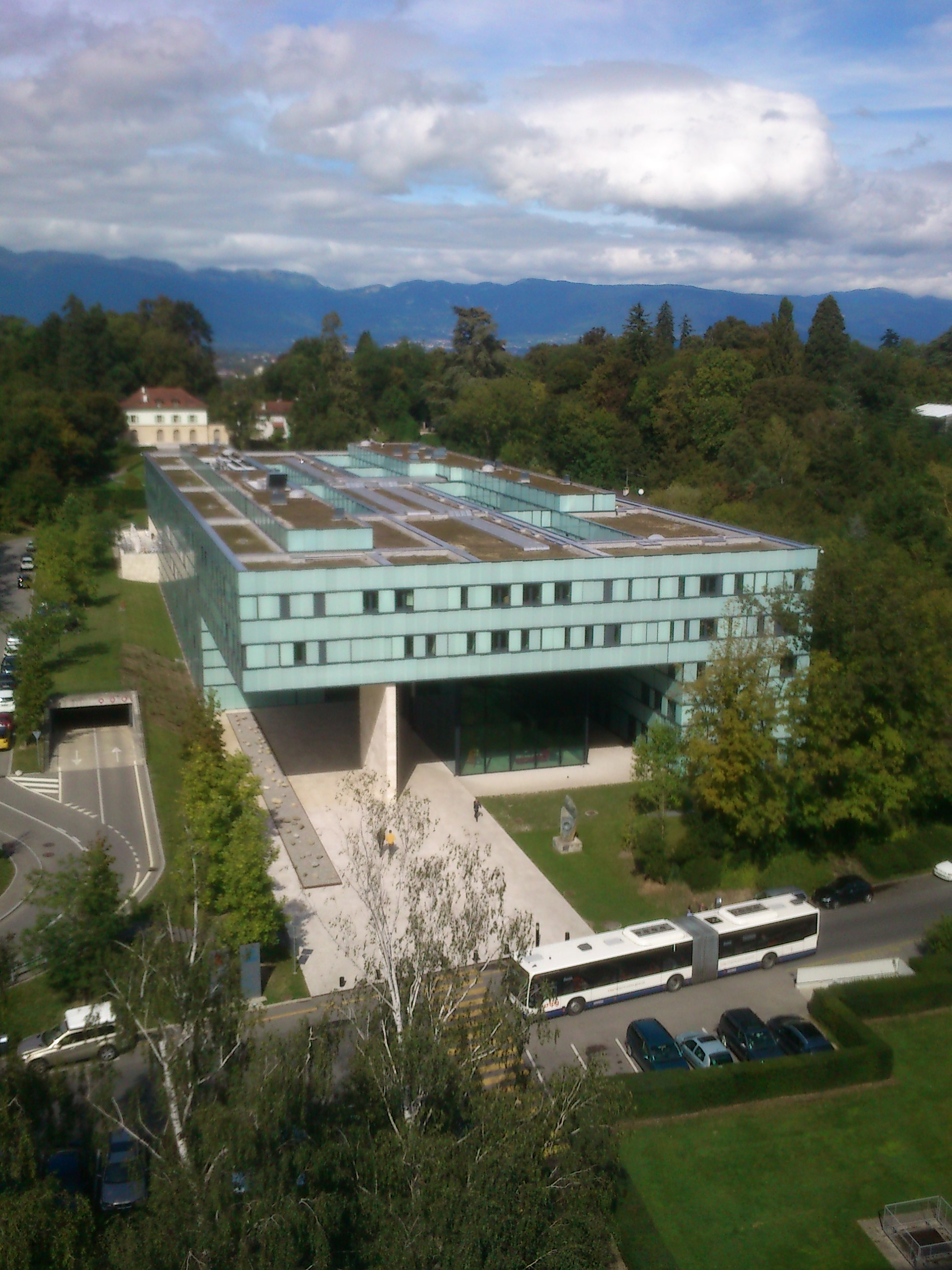
ساختمان سازمان ملل متحد در ژنو سوئیس

برنامه مشترک ملل متحد در زمینه ایدز (به انگلیسی: Joint United Nations Programme on HIV and AIDS (UNAIDS)) نهادی برای اقدام جهانی هماهنگ، جامع و سریع علیه بیماری ایدز است.

## عضویت ایران
ایران از سال ۲۰۰۸ عضو این برنامه است و فرداد درودی مدیریت کشوری این برنامه را در ایران بر عهده دارد.